# Finanzreferendum
Das Finanzreferendum ist eine spezielle Ausformung des Referendums und ein Instrument der direkten Demokratie. Es bezieht sich stets auf Teile des Öffentlichen Haushalts einer Gebietskörperschaft und erlaubt es den Bürgern, unmittelbar über einzelne Haushaltsposten abzustimmen.
Als Vorbedingung für die Durchführung eines Finanzreferendums sind meist gewisse Ausgangsbedingungen definiert. So können zumeist nur Haushaltsposten, die einen gewissen absoluten Betrag oder einen gewissen Anteil am Gesamthaushalt überschreiten oder Investitionen die den Haushalt für eine ganze Reihe von Jahren belasten werden, einem Finanzreferendum unterzogen werden.
Das Finanzreferendum ist zumeist entweder fakultativ oder obligatorisch ausgeprägt. Während in seiner fakultativen Form in einer bestimmten Frist eine festgelegte Zahl an Unterschriften Wahlberechtigter gesammelt werden muss, um tatsächlich eine Abstimmung über einen Haushaltsposten herbeizuführen, kommt es bei einem obligatorischen Finanzreferendum automatisch zu einer Abstimmung, sobald die Bedingungen bezüglich Ausgabenhöhe und -dauer von einem Haushaltsposten erreicht werden. Haushaltsposten, die die festgelegten Bedingungen nicht erfüllen oder zu denen, die Gebietskörperschaft per Gesetz verpflichtet ist, können keinem Finanzreferendum unterzogen werden.
Das Finanzreferendum ist die weltweit wohl am wenigsten verbreitete Referendumsform und kommt nur in der Schweiz regelmäßig und in vielen Gebietskörperschaften zur Anwendung.

## Etymologie
Das deutsche Wort Referendum ist ein Fremdwort aus dem Lateinischen und stellt das Gerundivum zum Verb referre „zurücktragen; vortragen, berichten“ dar.

## Das Finanzreferendum in der Schweiz
Das Finanzreferendum gibt es in der Schweiz in allen Kantonen und vielen politischen Gemeinden, allerdings nicht auf eidgenössischer, also bundesstaatlicher Ebene. Während einige wenige Kantone das Instrument bereits seit dem 19. Jahrhundert kennen, hat es sich erst seit den 1970er Jahren in der ganzen Schweiz ausgebreitet. Die meisten Gebietskörperschaften (hier: Kantone und Gemeinden) kennen entweder das fakultative oder das obligatorische Finanzreferendum, in einigen wenigen Kantonen bestehen beide Ausprägungen nebeneinander, wobei für die obligatorische Ausprägung höhere Anforderungen gelten.
Die Einführung des Finanzreferendums auf bundesstaatlicher Ebene wird zwar in der Schweiz bereits seit einigen Jahrzehnten diskutiert, aber bislang – trotz positiver Erfahrungen in Kantonen und Gemeinden – von einer Mehrheit der Schweizer Parteien abgelehnt. Üblicherweise wird dabei die Befürchtung geäußert, ein eidgenössisches Finanzreferendum könne den Bundesrat in seiner Handlungsfreiheit behindern und wichtige Investitionen verzögern oder gar blockieren.

## Wirkung und Rezeption
Obwohl das Finanzreferendum aufgrund seines hohen Formalisierungsgrades – seine Abläufe und Bedingungen sind eindeutig gesetzlich fixiert – als Instrument der Direkten Demokratie gewertet werden muss, trägt es auch Züge von Bürgerbeteiligung. Vergleichbar zu anderen Verfahren der Bürgerbeteiligung erweitert es den demokratischen Einfluss und Bürgern über den Rahmen der Gesetzgebung hinaus auf andere gesellschaftspolitische Fragestellungen. Von seinen Befürwortern wird das Finanzreferendum daher als ein wichtiger Schritt zur weiteren Vertiefung der Demokratie gesehen. Es stärke die Beschäftigung der Bürger mit den Finanzen des Gemeinwesens und fördere die Sensibilität für die öffentliche Investitionstätigkeit. Zugleich konnte empirisch nachgewiesen werden, dass Finanzreferenden ein wirksames Mittel zur Eindämmung von Korruption sind und insgesamt eine mäßigende und disziplinierende Wirkung auf die gewählte Vertretung beim Umgang mit öffentlichen Finanzmitteln entfalten, da unverhältnismäßig hohe oder unsaubere erscheinende Ausgaben höchstwahrscheinlich an der Abstimmungsurne von den Bürgern gestoppt werden.
Auch aufgrund der weit überwiegend positiven Erfahrungen mit dem Finanzreferendum in der Schweiz, fordern in Deutschland und Österreich einige zivilgesellschaftliche Organisationen auch dort dessen Einführung. Vielfach wäre dafür allerdings eine Änderung der jeweiligen (Landes-)Verfassungen notwendig, da diese oftmals Abstimmungen über Teile des Haushalts explizit verbieten, oder schlichtweg keinerlei Regelungen für die Abhaltung eines Finanzreferendums existieren. Die Kritiker des Finanzreferendums argumentieren zumeist, dieses könne wichtige Investitionen blockieren und die Handlungsfähigkeit der Verwaltung einschränken. Zudem seien Bürger, im Gegensatz zu Verwaltung und Parlament, oftmals gar nicht in der Lage, die Angemessenheit von größeren Haushaltsausgaben sachlich zu beurteilen.